# Троицкая церковь (Вольно)
Свя́то-Тро́ицкая це́рковь (бел. Свята-Троіцкая царква) — храм Белорусского экзархата Русской православной церкви. Расположен в агрогородке Вольно Барановичского района Белоруссии. Памятник архитектуры виленского барокко, возведённый в 1768 году по приказу шляхтича Домысловского и включающий в себя элементы рококо.
14 мая 2007 года постановлением Совета Министров Республики Беларусь храму присвоен статус историко-культурной ценности республиканского значения.

## История
В описаниях архива храма приводится лист «ягамосці пана Хадкевіча, графа на Шклове і Мышы, старасты Жмудскага, маршалка Вялікага княства Літоўскага» к наместнику вольновскому «о выплате десятины со двора», датированный 20 августа 1573 года. Исследователи считают данный факт доказательством того, что церковь существовала как минимум за несколько десятилетий до 1573 года.
Старинная церковь со временем устарела; в 1631 году возникло решение о введении контрибуции на возведение новой святыни. В феврале 1632 года фундатор обратился в письме к Рафаилу Корсаку за разрешением на назначение контрибуции, которая была утверждена 30 апреля. 5 августа 1693 года решение было зафиксировано в государственных актовых книгах.
С 1632 года на этом месте находился Свято-Троицкий монастырь, принадлежавший монахам-базилианам, возведённый благодаря финансированию (контрибуции) подстолия новогрудского Криштофа Каминского и его жены Елены Друцкой-Горской. На содержание монастыря было пожертвовано десять волок населённой и десять волок незаселённой земли, два сенокоса с правом пользования Миловидским лесом. В описании монастырского архива есть запись про реляцию Ластовского, представленную Криштофу Каминскому и датированную 1660 годом, в которой Ластовский сообщал о сожжении церкви (второй по счёту), монастыря и деревни Вольно русскими войсками во главе с князем Иваном Хованским. Считается, что третья деревянная церковь была построена в период 1660—1675 годов. Скорее всего, её основателем так же выступил Криштоф Каминский (в 1677 году он покинул вольновскому монастырю тестамент на три тысячи злотых).
Согласно инвентарю от 1 декабря 1704 года церковь была деревянная, подбитая гонтами. На ней находился один купол с железным крестом, второй крест был над алтарной частью, форма которой не описана. При церкви был притвор, к которому вела дверь на железных петлях с замком. В самой церкви с правой стороны были двери на петлях «забитые деревом». Там же находился алтарь, в котором было две иконы — святого Иоасафата и святого Николая. В левой части располагался второй алтарь с иконой Пресвятой Богородицы. Подход к великому алтарю был отделен балюстрадой со специальным местом для поклонов. В великом алтаре находился образ Пресвятой Богородицы «частично позолоченный». Вокруг алтаря располагались четыре иконы: святото Иосифа, святого Василия, Сошествия Святого Духа и Святого Креста. Называется также пятая — большая икона (без уточнения). Слева от алтаря находились две иконы московской работы. Среди церковной утвари указаны два серебряных золочёных бокала. Литургический зал имел амвон. Под церковью находился каменный склеп, «требовавший реставрации». Здание имело восемь окон. Возле церкви стоял большой крест.
В то время благодетелями монастыря были Самуил и Клара Каминские, которые в 1707 году пожертвовали 900 польских злотых. В 1717 году Казимир Малявский сделал запись на 1600 польских злотых. В монастырском архиве сохранилась «запись Теофила Домысловского от 12 августа 1747 года на ежегодную выплату 200 злотых вольновскому монастырю из корчм вольновской, барсницкой и рабковецкой». В 1748 году Теофил Домысловский осуществил дарение на три волоки земли.
Во второй половине XVIII века Вольно у Каминских купили шляхтичи Домысловские. По приказу Михаила Домысловского старый деревянный униатский монастырь снесли, а на его месте в 1768 году построили церковь. В 1766 году Михаил Домословский пожертвовал на нужды монастыря сенокос и 1050 рублей серебром. В 1777 году Павел Макушицкий пожертвовал аналогичную сумму. По состоянию на конец XVIII и начало XIX веков в подчинении монастыря находилась униатская церковь Параскевы Пятницы в Чернихово.
С середины XIX века храм существовал в качестве женского монастыря, после чего его закрыли. Все монахини перебрались в Преображенский монастырь, находящийся в Минске. К концу XIX века церковь открыли снова и в 1895 году освятили в православный храм. Некоторые постройки и каменный корпус, который до наших дней не сохранился, были использованы минским монастырем. В самом храме находится несколько икон, относящихся к XVIII веку.
Икона Матери Божьей Вольнянская находилась в храме вплоть до начала XX века.

### Книгосбор
Описание монастырской библиотеки в инвентарях 1675, 1718, 1723, 1726, 1740, 1753, 1767, 1781 годов даёт возможность почти полностью восстановить её состав. При написании инвентарей выделялись особые разделы «Книги», «Библиотека» или «Архив и библиотека». Книгосбор храма включал алтарное Евангелие, обрамлённое в серебро, Служебник писанный, Служебник вильнюсской печати, Служебник московской печати, Служебник, напечатанный типографией Мамоничей, Ирмологий писанный, Минею писанную, Минею печатную, Пролог поучительный, Октоих львовской печати, Требник печатный, «книжку русскую о четырёх последних вещах» (в другой записи содержание этого произведения определяется как «четыре формы жизни человеческой»), Апостол русский, Полуустав печатный, Триоди цветную и постную, Триодь цветную писаную, Псалтирь печатную, Псалтирь новую, Жизнеописание Иисуса Христа виленской печати (1704 года) и многие другие. В одном из инвентарей приводятся названия нескольких книг на латинском языке: и тех, что названы выше, и некоторых других, название которых нечитабельны из-за блеклости записей.

## Архитектура
Церковь представляет собой трёхнефную двухбашенную базилику с объёмно выделенным трансептом и полуциркульной апсидой, по обе стороны от которой симметрично расположены более низкие сакристии. Особое внимание приковывают контрфорсы главного фасада. Благодаря их использованию здание имеет исполинский цоколь, несущий своими уступами всю массу фасадной стены.
Архитектурно-декоративный акцент интерьера — главный алтарь в виде колоннады с криволинейным антаблементом, несущим скульптурные группы ангелов. Деревянный двухъярусный иконостас выполнен во второй половине XIX века в неорусском стиле. В отделке интерьера широко использована техника стукко.

## Галерея

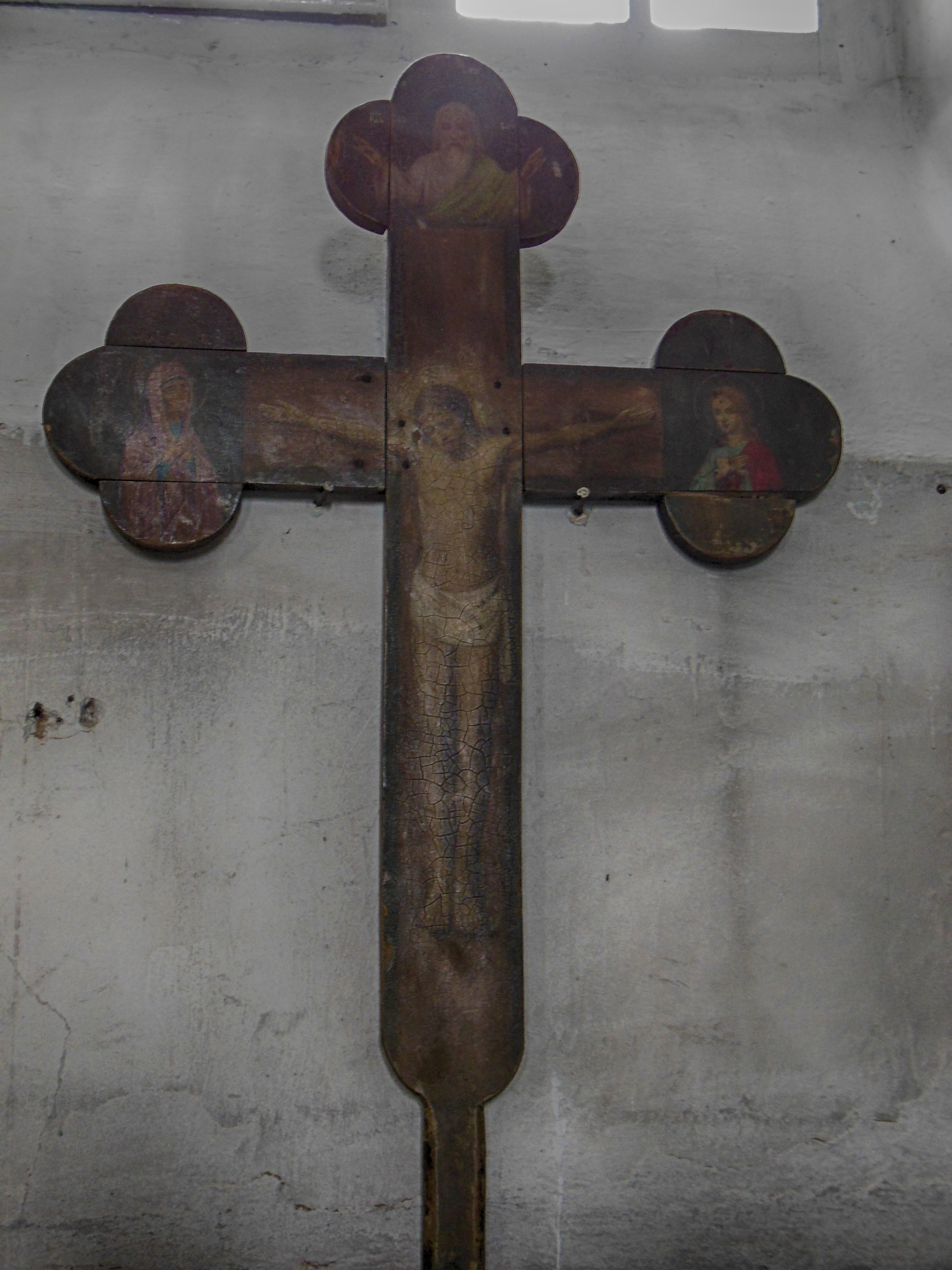
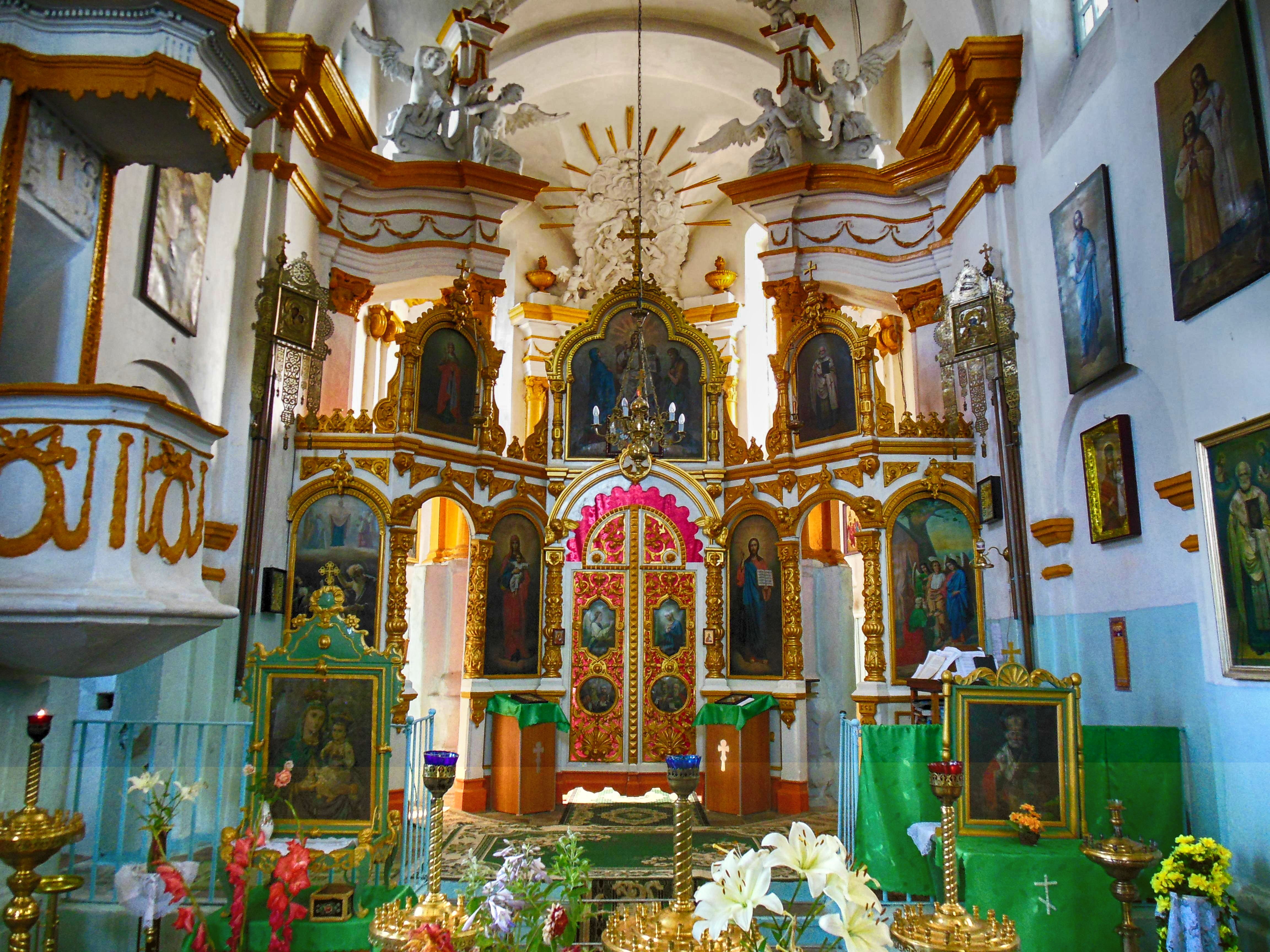
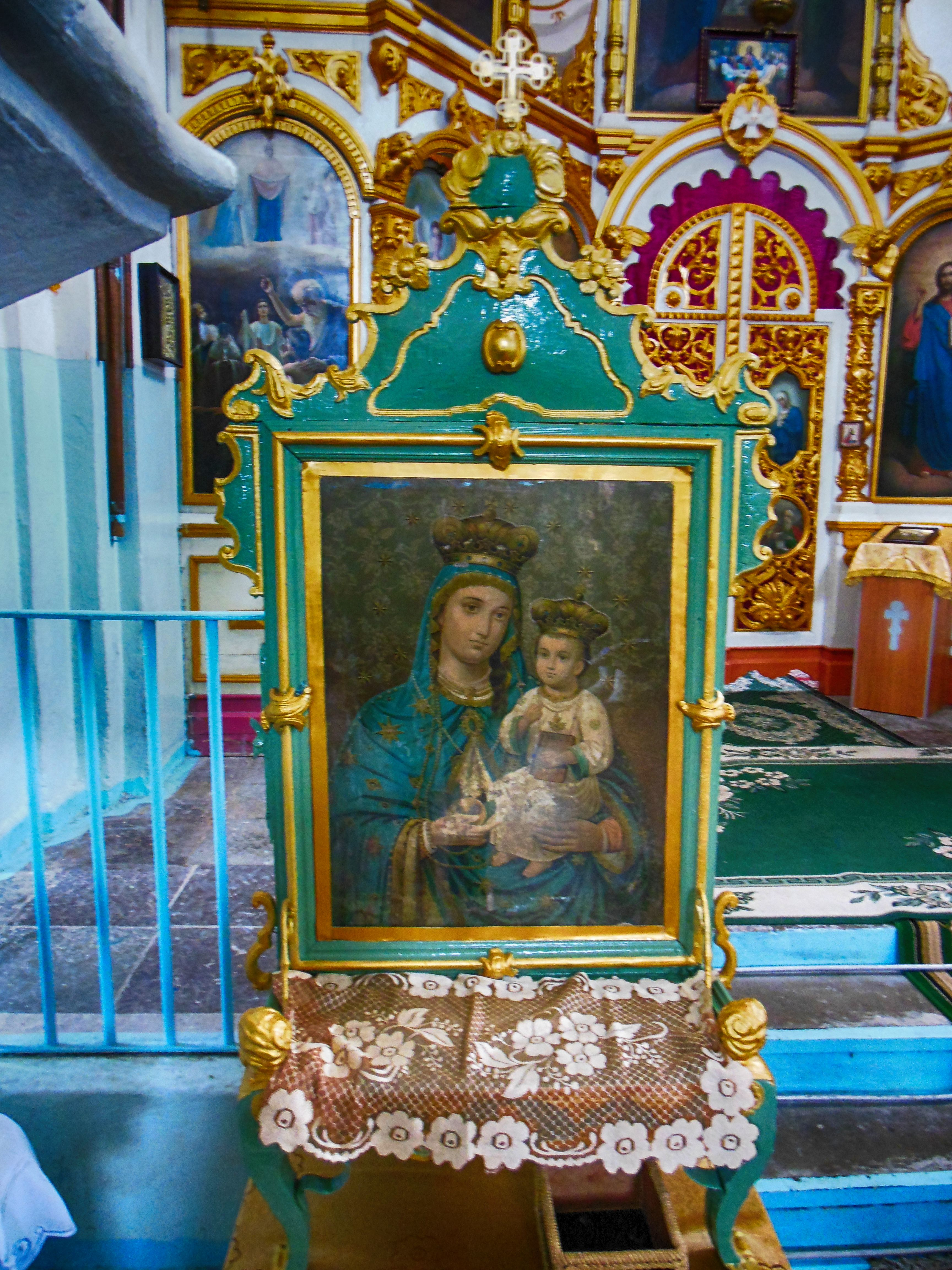
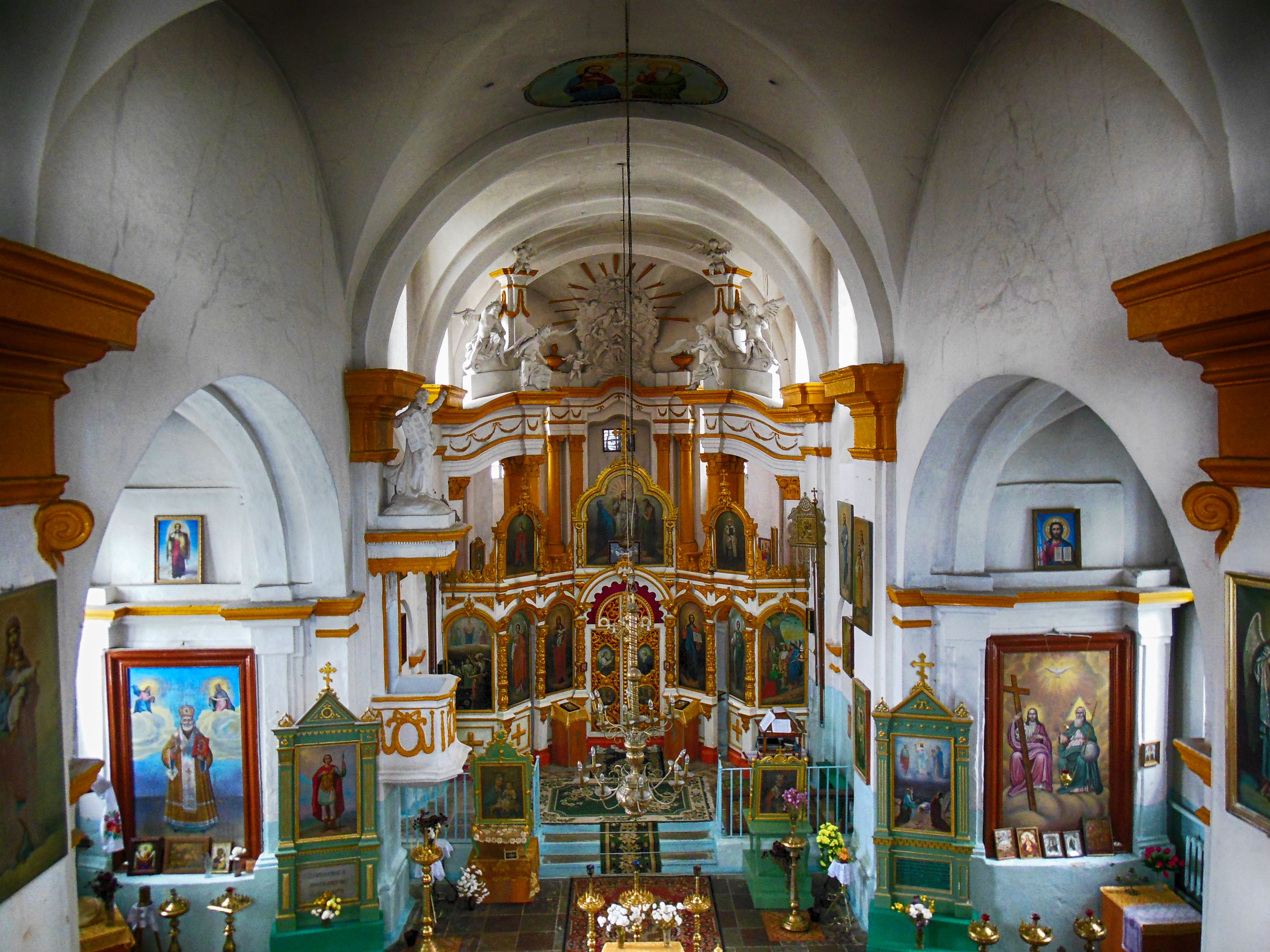
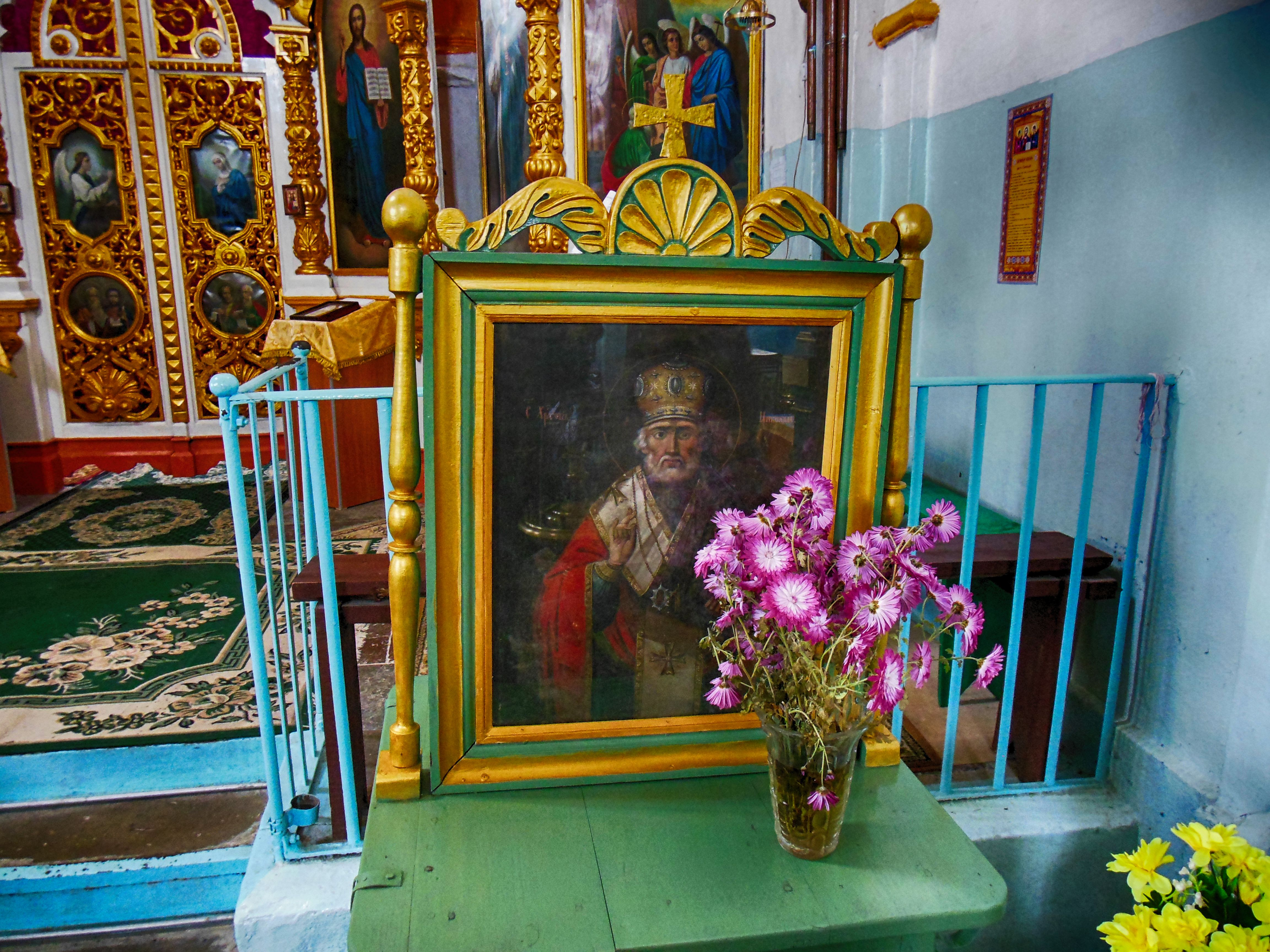
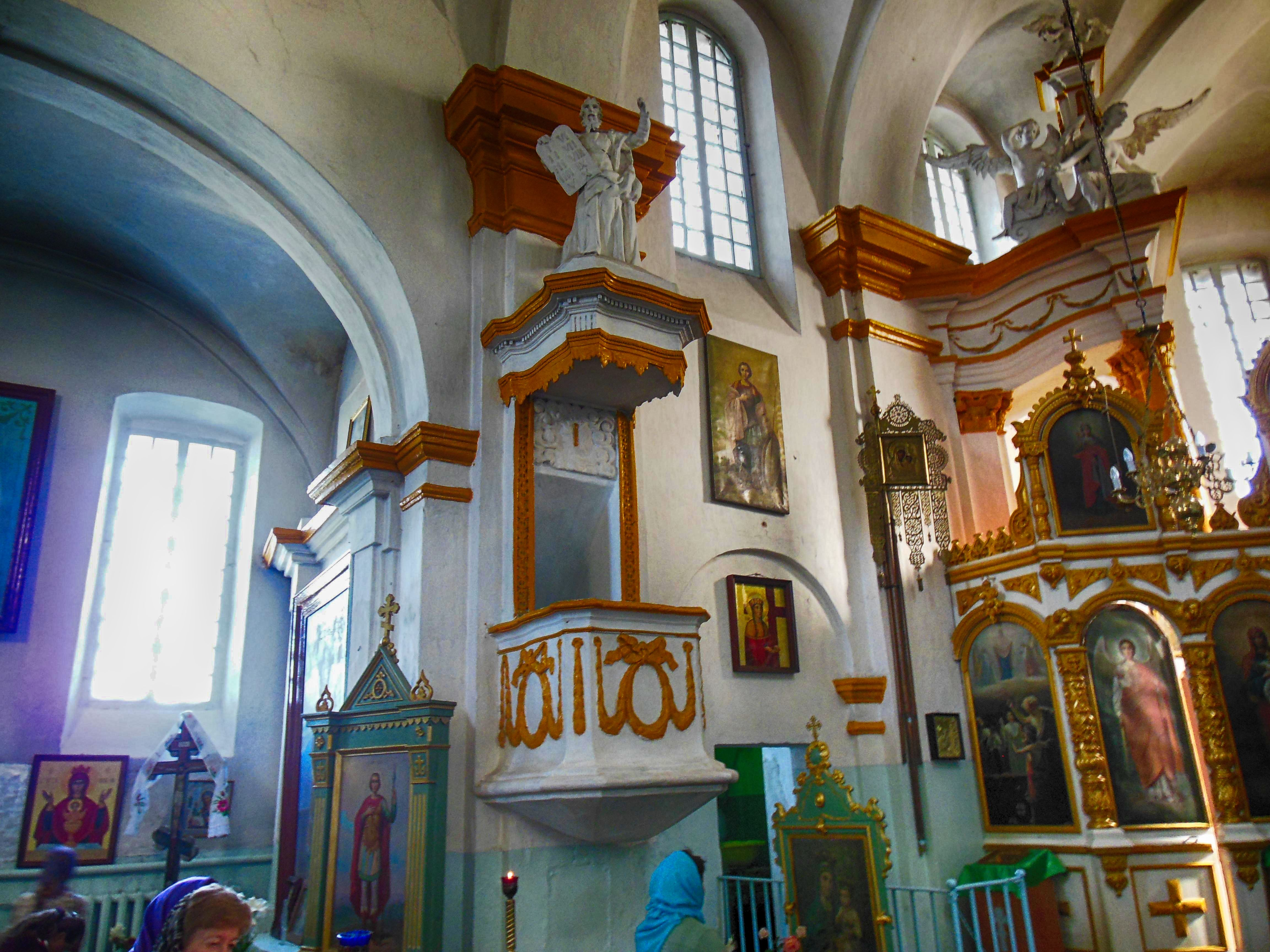
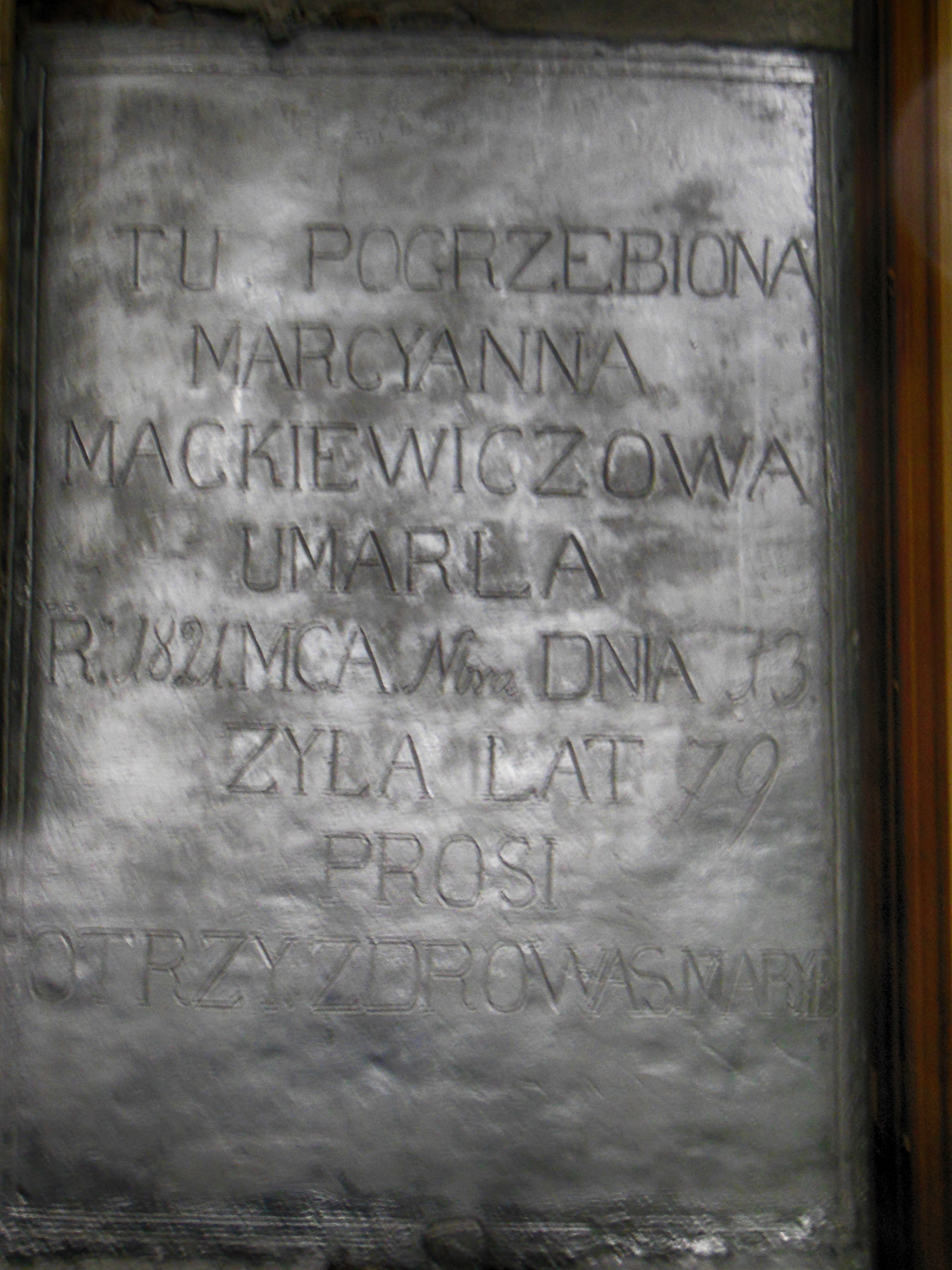